# Salvador Capitano
Salvador Capitano (Rosario, Argentina, 1 de enero de 1955) es un exfutbolista y entrenador argentino.

## Trayectoria
Militó en equipos de su país y del exterior, siendo la mayoría equipos de su ciudad natal como Newell's Old Boys, Central Córdoba o Renato Cesarini en el cual se retiró profesionalmente. Su única participación a nivel internacional, fue en US Palermo de Italia. 
Como entrenador de fútbol, dirigió equipos de su país como Atlético Aldosivi, Unión de Santa Fe y Club Sarmiento de Resistencia, como así también equipos de Uruguay, Ecuador, Chile, México y Perú. 
En México, fue el primer entrenador en la historia de Jaguares de Chiapas.
A nivel internacional, el último club al que dirigió fue al Club Universitario de Deportes de la Primera División del Perú.

## Clubes

### Jugador
| Club              | País      | Año       |
| ----------------- | --------- | --------- |
| Newell's Old Boys | Argentina | 1962-1975 |
| Central Córdoba   | Argentina | 1976      |
| US Palermo        | Italia    | 1977      |
| Renato Cesarini   | Argentina | 1978-1983 |

### Entrenador
| Club                      | País      | Año       |
| ------------------------- | --------- | --------- |
| Emelec                    | Ecuador   | 1992-1994 |
| Barcelona                 | Ecuador   | 1995-1996 |
| Aldosivi                  | Argentina | 1998      |
| Unión de Santa Fe         | Argentina | 1999      |
| Junior                    | Colombia  | 2001      |
| Barcelona                 | Ecuador   | 2002      |
| Jaguares de Chiapas       | México    | 2002      |
| Emelec                    | Ecuador   | 2003      |
| Barcelona                 | Ecuador   | 2005      |
| Universidad de Chile      | Chile     | 2007      |
| Talleres de Córdoba       | Argentina | 2007      |
| Montevideo Wanderers      | Uruguay   | 2009      |
| Universitario de Deportes | Perú      | 2010      |
| Sarmiento de Resistencia  | Argentina | 2011      |

## Palmarés

### Como futbolista
| Título              | Club            | País      | Año  |
| ------------------- | --------------- | --------- | ---- |
| Liga Rosarina       | Renato Cesarini | Argentina | 1981 |
| Liga Rosarina       | Renato Cesarini | Argentina | 1982 |
| Torneo Regional AFA | Renato Cesarini | Argentina | 1982 |

### Como entrenador

#### Campeonatos nacionales
| Título  | Club      | País    | Año  |
| ------- | --------- | ------- | ---- |
| Serie A | Emelec    | Ecuador | 1993 |
| Serie A | Barcelona | Ecuador | 1995 |

#### Copas internacionales
| Título                   | Club      | País    | Año  |
| ------------------------ | --------- | ------- | ---- |
| Copa Saeta Internacional | Emelec    | Ecuador | 1992 |
| Copa del Pacífico        | Emelec    | Ecuador | 1993 |
| Copa Amistad             | Barcelona | Ecuador | 1996 |

### Distinciones personales
| Distinción                                  | Año  |
| ------------------------------------------- | ---- |
| Mejor Director Técnico de Fútbol de Ecuador | 1992 |
| Mejor Director Técnico de Fútbol de Ecuador | 1993 |
| Mejor Director Técnico de Fútbol de Ecuador | 1995 |

| Predecesor: Gustavo Huerta | Director Técnico de Universidad de Chile 2007 | Sucesor: Jorge Socías |